# Cleomella
Cleomella es un género con 12 especies aceptadas, de la treintena descritas, de plantas con flores perteneciente a la familia Cleomaceae.

## Etimología
Diminutivo de Cleome que es un antiguo vocablo para designar unas plantas parecidas a la mostaza, refiriéndose probablemente a sus 4 pétalos.

## Descripción
Plantas herbáceas generalmente anuales, pero también perennes, casi siempre de olor desagradable. Los tallos pueden ser escasos o abundantes, habitualmente erectos, glabros o pubescentes. Las hojas estipuladas, son palmaticompuestas con 3-8 lóbulos. Inflorescencias apicales en racimos, corimbos o solitarias. Flores algo zigomorfas por desplazamientos de los pétalos que son ligeramente desiguales en tamaño; sépalos persistentes. Hay 6 estambres, y un ginóforo torcido. Los frutos son cápsulas dehiscentes, más cortos que anchos, con septo persistente, que contienen de 1 a 16 semillas, globosas/reiniformes.

## Distribución
Género nativo de los desiertos y zonas áridas del Oeste de Norteamérica. También en el centro y Norte de México.

## Especies aceptadas
- Cleomella angustifolia Torr.
- Cleomella brevipes S.Watson
- Cleomella hillmanii A.Nelson
- Cleomella jaliscensis E.Villegas & R.Delgad.
- Cleomella longipes Torr.
- Cleomella mexicana Moç. & Sessé ex DC.
- Cleomella obtusifolia Torr. & Frém.
- Cleomella oocarpa A.Gray
- Cleomella palmeriana M.E.Jones
- Cleomella parviflora A.Gray
- Cleomella perennis H.H.Iltis
- Cleomella plocasperma S.Watson[4]